# Daniel Koerfer
Daniel Koerfer (* 3. Juni 1955 in Bern) ist ein deutscher Zeithistoriker und Manager.

## Leben und Wirken
Daniel Koerfer kam als Sohn des Industriellen Jacques Koerfer 1955 in Bern zur Welt. Zu seinen Geschwistern gehören der Filmregisseur Thomas Koerfer und der Verlagskaufmann Adrian Koerfer. Der Rechtsanwalt und spätere Bildungspolitiker Hellmut Becker war ein väterlicher Freund. Daniel Koerfer besuchte bis 1974 die Odenwaldschule, promovierte 1986 bei Arnulf Baring über das Innenverhältnis zwischen Konrad Adenauer und Ludwig Erhard mit der Studie Kampf ums Kanzleramt. Zusammen mit Arnulf Baring ist Koerfer Autor der ZDF-Dokumentation Wir fangen erst richtig an – Eine Bilanz der sozialliberalen Koalition. Bis 1991 war er Hochschulassistent an der Freien Universität Berlin. Seit 1992 ist er Geschäftsführer der „Koerfer’schen Verwaltungsgesellschaft mbH“ mit Sitz in Köln, in der das Vermögen der Familie verwaltet wird. Dieses wurde Anfang des 20. Jahrhunderts durch den Kölner Architekten und Entwickler von Wohn- und Geschäftshäusern Jacob Koerfer begründet. Er ist außerdem stellvertretender Vorsitzender der Dr. Jacques-Koerfer-Stiftung zur Förderung des wissenschaftlichen Nachwuchses in Berlin. An der Freien Universität Berlin lehrt er als Honorarprofessor für Zeitgeschichte und Neuere Geschichte am Friedrich-Meinecke-Institut. Koerfer schreibt Beiträge für die Wochenzeitung Die Zeit, die FAZ und andere überregionale Zeitungen. Zudem ist er wissenschaftlicher Kurator der 2018 eröffneten Dauerausstellung im Geburtshaus Ludwig Erhards und des Museumsneubaus des Ludwig-Erhard-Zentrums in Fürth.
Im Auftrag von Bernd Schiphorst, Präsident des Fußballclubs Hertha BSC, untersuchte Koerfer 2006–2008 das Verhalten des heutigen Berliner Bundesligisten im Nationalsozialismus und in der unmittelbaren Nachkriegszeit. Dabei fand er unter anderem heraus, dass Hermann Horwitz, bis 1935 der jüdische Mannschaftsarzt des Vereins, im Frühjahr 1943 nach Auschwitz deportiert und dort ermordet worden ist – daran erinnert seit dem 23. April 2013 ein „Stolperstein“ in Berlin-Wilmersdorf. Die Studie erschien 2009 unter dem Titel Hertha unter dem Hakenkreuz. Ein Berliner Fussballclub im Dritten Reich.
Koerfer ist ein Enkel des deutschen Diplomaten Gerhart Feine, eines engen Vertrauten Gustav Stresemanns, der mit dem schweizerischen Geschäftsträger Carl Lutz 1944 in Budapest mehrere Tausend Juden vor der Deportation durch das Sonderkommando Adolf Eichmanns rettete. Zu Feines Vorgesetztem im Nationalsozialismus, Außenamtsstaatssekretär Weizsäcker, hat er 1990 einen Aufsatz vorgelegt. Koerfer rezensierte nach Erscheinen Hans-Jürgen Döschers Untersuchung Seilschaften. Die verdrängte Vergangenheit des Auswärtigen Amts in der Wochenzeitung Die Zeit. Er gehörte bereits kurz nach Erscheinen des Buches Das Amt und die Vergangenheit: Deutsche Diplomaten im Dritten Reich und in der Bundesrepublik zu dessen schärfsten Kritikern. Er warf dem Buch eine einseitige und verkürzende, ja verfälschende Darstellung vor. Im Herbst 2010 begründete er diese Kritik in einem ausführlichen Gespräch mit Frank Schirrmacher, dem Herausgeber der FAZ. In seinem 2013 erschienenen Buch Diplomatenjagd setzte er sich kritisch mit Außenminister Joschka Fischer und der von ihm eingesetzten „Unabhängigen Historikerkommission – Auswärtiges Amt“ auseinander. In der Historischen Zeitschrift urteilte Hans-Jürgen Döscher, Koerfers Kritik an der Arbeit der Historikerkommission sei überzogen und von persönlichen Invektiven („Fischers willfährige Historiker“) geprägt. Zudem sei er „mit der neueren Forschungsliteratur nicht vertraut“, was eine erhebliche Diskrepanz zu seinem „Anspruch auf Deutungshoheit“ darstelle.
Am 10. Februar 2015 wurde Daniel Koerfer von der Erwin-Wickert-Stiftung zum 100. Geburtstag des Stifters der Orient- und Okzident-Preis dieser Stiftung für sein wissenschaftliches Gesamtwerk verliehen.
Koerfer ist Mitglied der Ernst-Reuter-Gesellschaft und der Historischen Kommission zu Berlin.

## Werke
Schriften
- Die FDP in der Identitätskrise. Die Jahre 1966–1969 im Spiegel der Zeitschrift „liberal“. Klett-Cotta, Stuttgart 1981, ISBN 3-12-934370-9.
- Kampf ums Kanzleramt. Erhard und Adenauer. DVA, Stuttgart 1987, ISBN 3-421-06372-9 (Dissertation 1986); Wissenschaftliche Buchgesellschaft 1988, Taschenbuch Ullstein, Berlin 1998.
- Ernst von Weizsäcker im Dritten Reich. Ein deutscher Offizier und Diplomat zwischen Verstrickung und Selbsttäuschung. In: Uwe Backes, Eckhard Jesse (Hrsg.): Die Schatten der Vergangenheit. Impulse zur Historisierung des Nationalsozialismus. Propyläen, Frankfurt am Main/Berlin 1990, S. 375–402.
- Il Padrino. In: Gerold Becker, Jürgen Zimmer (Hrsg.): Lust und Last der Aufklärung. Ein Buch zum 80. Geburtstag von Hellmut Becker. Beltz, Weinheim 1993, ISBN 3-407-83130-7.
- Hertha unter dem Hakenkreuz. Ein Berliner Fußballclub im Dritten Reich. Die Werkstatt, Göttingen 2009, ISBN 978-3-89533-644-7.
- Zusammen mit Peter Gillies und Udo Wengst: Ludwig Erhard. Hrsg. Ernst-Freiberger-Stiftung, Be.bra Wissenschaft, Berlin 2010, ISBN 978-3-937233-65-9.
- Zusammen mit Alfred Grosser: Diplomatenjagd – Joschka Fischer, seine Unabhängige Kommission und Das Amt. Strauss Edition in Strauss-Medien.de, Potsdam 2013, ISBN 978-3-943713-15-2.

Fernsehfilm
- Mit Arnulf Baring: Wir fangen erst richtig an – eine Bilanz der sozialliberalen Koalition. ZDF-Dokumentation 1983.